# Grad Bischoff
Das Grad Bischoff war eine vor allem in Berlin genutzte Einheit zur Bestimmung der Dichte von Milch und leitet sich von den von Bischoff konstruierten gleichnamigen Aräometer ab, der auch unter dem Namen Polizeilicher Milchprober bekannt war. Der Bischoffsche Aräometer funktioniert nach demselben Prinzip wie der von Quevenne, nur gibt die Skala nicht den ganzen, sondern nur die halben Überschuss der Milchdichte bei 15 °C über der Dichte von 1 g/cm³ an. So ergibt sich folgender Zusammenhang:
1 °Bischoff = 2 °Q = 1,002 Relative Dichte

## Quelle
- J. Domke & E. Reimerdes: Handbuch der Aräometrie, Springer-Verlag, Berlin 1912, S. 168